# شعر و مطبوعات معاصر ایران
شعر و مطبوعات معاصر ایران کتابی از ادوارد براون است که به جنبه‌های ادبی جنبش مشروطه می‌پردازد. بخشی از این اثر بر پایهٔ نوشته‌های میرزا محمدعلی خان تربیت تبریزی است.

## ترجمهٔ فارسی
ترجمهٔ فارسی این کتاب با عنوان تاریخ مطبوعات و ادبیات ایران در دوره مشروطیت از سوی نشر علم منتشر شده‌است.